# Vitrail de Saint Jean (Chartres)
Pour un article plus général, voir Vitraux de Chartres.
Le vitrail de Saint Jean à Chartres est le premier vitrail du bas-côté sud de la cathédrale Notre-Dame de Chartres, numéroté 048 dans le Corpus vitrearum.
La verrière a été exécutée entre 1205 et 1215, elle est contemporaine de la cathédrale actuelle reconstruite au début du XIIIe siècle après l'incendie de 1194. Elle a été restaurée en 1897 par Gaudin, en 1919 par Bonnot.
Elle a été classée aux monuments historiques en 1840,.

## Composition du vitrail
Le vitrail de 7,85 × 1,88 m s'inscrit dans une lancette en arc brisé, de style gothique primitif.
La ferrure est exceptionnellement complexe, sans ferrure traversante. La verrière est composée de « cinq quadrilobes et deux demi », empiétant sur six médaillons circulaires partis verticalement, pour un total de douze étages de lecture, se recouvrant partiellement. Une ferrure sépare les panneaux centraux de la bordure, elle-même découpée en douze étages par les ferrures de raccord à la bordure. L'empiètement des lobes sur les médaillons circulaires donne à ces derniers une forme de fer de hache, allusion possible aux forgerons et armuriers, donateurs du vitrail.
Les scènes des médaillons quadrilobés sont sur fond bleu, bordées de trois filets rouge, bleu et blanc à l'intérieur de la ferrure. Les médaillons circulaires sont également sur fond bleu, bordés de deux filets rouge et bleu à l'intérieur de la ferrure, et d'un filet blanc à l'extérieur ; ils sont coupées verticalement par la ferrure reliant deux quadrilobes, sans bordure supplémentaire.
Le fond est constitué d'une mosaïque complexe, à rosettes formées d'un cœur jaune entouré par quatre pétales bleus en croix de Saint André, séparés par des pétales blancs plus petits. Les rosettes sont disposées en quinconce, se touchant par leurs pétales bleus, et laissent apparaître un fond rouge dont les pièces ont une découpe cruciforme remarquable.
Le fond est bordé d'un liseré blanc et d'une large bande bleue bordée de deux filets rouge, au centre de laquelle  une alternance de fleurs jaunes et de feuilles vertes d'acanthe enroulent autour d'un filet blanc leur tige orange chargée de boutons.

## Thématique
Le seul panneau inspiré du Nouveau Testament est celui montrant saint Jean rédigeant l'Apocalypse (étage II-b), le reste est tiré de légendes traditionnelles remontant au IIe siècle,
qui seront quelques années plus tard compilés dans la Légende dorée par Jacques de Voragine.

## Description des panneaux
Le vitrail se lit de bas en haut et de gauche à droite, mais sa lecture est inhabituelle et se fait en deux temps : d'abord en remontant suivant les médaillons circulaires, puis en remontant suivant les panneaux quadrilobés.
|  | (VI-a) : Ogive concluant l'histoire de Saint Jean : des anges thuriféraires encensent Saint Jean à sa mort. Au-dessus, deux autres anges tendent les mains pour l'accueillir au Paradis. |
|  | (VI-b) : Mort de Saint Jean. Il fait creuser une tombe, et Saint Jean paraît attendre : une légende veut que Saint Jean soit monté corporellement au ciel, comme l'Assomption de la Vierge Marie et comme Énosh et Élie avant lui : une lumière aveuglante apparaît, il disparaît, et les assistants trouvent une tombe pleine d'une manne au parfum suave. Le cercueil et la dalle funéraire sont verts, et couleur de vie. |
|  | (V-b) : Le Christ apparaît à Saint Jean, âgé de 98 ans, et lui dit qu'il est temps pour lui de mourir : « le temps est venu pour toi de t'asseoir avec tes frères à ma table ». L'apparition de Jésus est une référence directe à l'Évangile, « Le bruit courut parmi les frères que ce disciple ne mourrait point. Cependant Jésus n'avait pas dit à Pierre qu'il ne mourrait point; mais: Si je veux qu'il demeure jusqu'à ce que je vienne, que t'importe? » (Jn 21:23). |
|  | (VI-b) : En bas gisent les hommes qui ont succombé à ce même poison ; à droite un apothicaire prépare du poison en écrasant des serpents. Mais mis au défi par Aristodème, Saint Jean boit une coupe de poison sans s'en trouver mal, préservé par la main de Dieu (en haut). Le passage est une illustration d'une parole rapportée du Christ : « ils saisiront des serpents; s'ils boivent quelque breuvage mortel, il ne leur fera point de mal » (Mc 16:18). Aristodème demande ensuite à Saint de ressusciter les deux morts, ce qu'il fait en étendant sur eux son manteau. Aussitôt tous se convertissent. |
|  | (III-b) : Saint Jean ayant refusé de sacrifier aux idoles du temple de Diane comparaît devant le grand prêtre Aristodème. Il fait d'abord boire du poison à deux condamnés à mort, pour que Saint Jean puisse en constater la puissance. |
|  | (II-b) : Mort de Stactée, jeune marié et païen non baptisé, et dont l'âme est emportée par un diable rouge. Suivant l'iconographie classique, l'âme est représentée sous forme d'un petit enfant. Il est plus tard ressuscité par Saint Jean, et lui décrit les huit tourments de l'enfer réservé à ceux qui s'attachent aux biens matériels, « Les vers et les ténèbres, le fouet, le froid et le feu, – la vue du diable, le remords, le désespoir », et la gloire du Paradis. Frappés par ce témoignage, les deux frères prient que pierres et roseaux reprennent leur ancienne forme. |
|  | |
|  | (V-a) - Gauche : Frappés par cette parole, deux autres frères, Atticus et Eugenius, vendent leurs biens pour les pauvres et suivent Jean. Comprenant qu'ils regrettent leurs richesses, Saint Jean transforme des roseaux et des pierres en or et pierres précieuses, leur disant de retrouver leurs domaines, parce qu'ils ont perdu les richesses du Ciel, « soyez riche dans le temps pour que vous soyez mendiant dans l'éternité ». - Droite : Un changeur d'or vérifie l'authenticité de l'or miraculeux, apporté par l'un des frères, qui conserve la forme des roseaux. |
|  | (VI-a) : Je jour suivant, Jean rencontre par hasard le philosophe Craton, qui enseignait à ses disciples le mépris des biens matériels : ils devaient les convertir en pierres précieuses et les détruire. - Gauche : Deux frères très riches pulvérisent leurs pierres précieuses devant Craton. Saint Jean cite alors la parole du Christ au jeune homme riche (Mt 19:21) « si vous voulez être parfaits, vendez tout ce que vous avez et donnez l'argent aux pauvres », pour ainsi se constituer « un trésor dans le ciel ». - Droite : Craton est ici devant Saint Jean et lui dit « Si vraiment ton Dieu est le maître et veut que ces pierres soient données aux pauvres, fait qu'elles redeviennent entières. » Saint Jean reconstitue miraculeusement les pierres pulvérisées. Aussitôt le philosophe et les deux jeunes gens crurent, et distribuèrent leurs biens aux pauvres. |
|  | (III-a) Saint Jean est rappelé à Éphèse par Trajan. - Gauche : Saint Jean ressuscite Drusiana (es), sa disciple qui avait ardemment souhaité son retour, et dont il croise le cortège funèbre à son retour. Il lui dit « Drusiana (es), mon Seigneur Jésus-Christ te relève. Lève-toi rentre à la maison, et prépare-moi un repas ». - Droite : La foule observe la résurrection de Drusiana (es), encore enveloppée de son linceul, qui se dirige vers Saint Jean. |
|  | (II-a) : Sous la persécution de Domitien, successeur de Néron, Saint Jean est exilé à Patmos - Gauche : Saint Jean débarque en exil à Patmos : « Moi, Jean, votre frère, partageant avec vous la détresse, la royauté et la persévérance en Jésus, je me trouvai dans l’île de Patmos à cause de la parole de Dieu et du témoignage de Jésus » (Ap 1:9). - Droite : Saint Jean à Patmos rédige son Apocalypse. On voit derrière lui les sept clochers des sept églises à qui Jean écrit dans son Apocalypse. « Quand il se fut retiré dans le lieu solitaire où il allait écrire le livre divin, il pria que ce livre fût abrité contre l’outrage des vents et des pluies. Et l’on dit que, aujourd’hui encore, ce lieu est respecté par les éléments. » |
|  | (I-a) Donateurs au travail : les forgerons armuriers. La légende veut que Saint Jean ait survécu à être plongé dans de l'huile bouillante à son arrivée à Rome à la Porte Latine,, et de ce fait, il est le saint patron des armuriers et les protège des brûlures dans leur travail de forge. - Gauche : Des armuriers fabriquent un bouclier. - Droite : Des armuriers au travail fabriquent des étriers. La forme en triangle est caractéristique du XIIIe siècle. |
|  | (I-b) : La Fuite en Égypte. Ce panneau est présent au moins depuis le XVIIe siècle, et correspond peut-être au remplacement d'une « signature » manquante. Qu'il soit ou non d'origine, la raison de la présence de ce panneau est peu claire. Il s'agit peut-être d'une allusion à la fois au fait que Marie a été confiée à Saint Jean, lequel devient ainsi son fils adoptif, et que Saint Jean a été exilé à Patmos pour fuir les persécutions de Domitien, de même que la Sainte Famille s'est exilée en Égypte pour fuir le massacre des Innocents réalisé par Hérode le Grand. Dans ce cas, le panneau est un rappel de la persécution des chrétiens, qui ouvre ici l'histoire de Saint Jean. |